# Meitantei Conan 10 shūnen drama special - Kudō Shin'ichi e no chōsenjō - Sayonara made no prologue
Meitantei Conan 10 shūnen drama special - Kudō Shin'ichi e no chōsenjō - Sayonara made no prologue (名探偵コナン10周年ドラマスペシャル「工藤新一への挑戦状〜さよならまでの序章〜」?, Meitantei Konan jū shūnen dorama supesharu - Kudō Shin'ichi e no chōsenjō ~Sayonara made no purorōgu~, "Detective Conan drama special per il 10º anniversario - Lettera di sfida per Shinichi Kudo - Il prologue fino all'addio") è il primo film per la TV live action ispirato alla serie manga e anime Detective Conan, opera del famoso mangaka Gōshō Aoyama. È tratto dal terzo romanzo ispirato a Detective Conan, scritto da Gōshō Aoyama, Mutsuki Watanabe e Takahisa Taira, intitolato Shōsetsu - Meitantei Conan - Kudō Shin'ichi e no chōsenjō - Sayonara made no prologue (小説 名探偵コナン 工藤新一への挑戦状 〜さよならまでの序章〜?).
In Giappone è stato mandato in onda su Yomiuri TV il 2 ottobre 2006, mentre è ancora rimasto inedito in Italia. Visto il successo riscosso in patria, è stato prodotto un altro live action.

## Trama
La storia è un prequel della storia principale. Un giorno, tornando a casa, Shinichi trova una lettera di sfida, la quale recita che verrà ucciso un suo compagno nella gita del giorno seguente, e che quindi Shinichi dovrà proteggere la sua classe.
Il giorno seguente, Sonoko viene rapita. Il rapitore, che si fa chiamare "Kidnapper", decide però di rapire anche Ran. Alla fine Shinichi, grazie all'aiuto di Kogoro, riesce a salvare le due ragazze e a risolvere il caso.
Il film si conclude con Shinichi insieme a Ran in un parco di divertimenti, lo stesso dove, nel primo capitolo del manga e nel primo episodio dell'anime, viene trasformato in un bambino. La sequenza animata contiene un riassunto della vicenda narrata dalle voci dell'anime di Shinichi e Conan.

## Titolo
Sia questo che il secondo live action hanno nel titolo un esempio di furigana: della parola originale giapponese joshō (序章?, joshō, prologo) è stata forzata la pronuncia nell'inglese prologue (プロローグ?, purorōgu) per ottenere un effetto più appariscente.

## Sigla
Durante il film si possono sentire varie musiche già sentite nell'anime, tra cui Kimi ga ireba.